# The Hymn of a Broken Man
The Hymn of a Broken Man ist das Debütalbum des US-amerikanischen Metalcore-Duos Times of Grace. Es erschien am 18. Januar 2011 bei Roadrunner Records. Es wurde auch als Deluxe-Edition mit einem Bonusstück und einer zusätzlichen DVD veröffentlicht.

## Stil
Das Album vermischt melodischen Metal, oft mit mehrstimmigen Gitarrensoli, mit Elementen des Hardcore Punk, zusammen ergibt sich eine Metalcore-ähnliche Mixtur. Dazu treten einige, zum Teil akustisch gespielte Rock-Balladen. Experimentellere Elemente aus dem Progressive Metal wie auch zwischenzeitliche Blastbeat-Teile oder gegrowlter Gesang sind zu hören.

## Entstehung
Adam Dutkiewicz sagte, er habe das Album während seines Krankenhausaufenthalts anlässlich einer Rücken-Operation quasi „in seinem Kopf“ geschrieben und es später zu Hause aufgenommen.

“I wrote it in my head and once I got home and was able to get out of bed and get in motion I started demoing material and felt like I wanted to make a record. It was very personal to me and I ended up getting in contact with Jesse because I don't think I'm the greatest vocalist and lyricist so I wanted a little help in that department.”

„Ich schrieb es in meinem Kopf, und als ich nach Hause gelangte und aus meinem Bett und in Bewegung kam, begann ich mit den Demoaufnahmen und ich fühlte, dass ich eine Platte machen wollte. Es war sehr persönlich, und ich kam schließlich mit Jesse in Kontakt, weil ich nicht denke, dass ich der größte Sänger und Texter bin, also wollte ich etwas Hilfe in der Beziehung.“

Dazu, auch das Schlagzeugspielen selbst zu übernehmen, sei er aufgrund der Tatsache motiviert worden, dass das Album sehr persönlich für ihn sei. Viele Stücke beschäftigen sich inhaltlich mit Leben und Liebe (Fight for Life, Live in Love, Hope Remains). Es wurde darauf hingewiesen, dass einige Stücke Überbleibsel von Killswitch Engage seien.

## Rezeption
Phil Freeman von Allmusic schrieb, das Album sei zwar an die Killswitch-Fans gerichtet, aber es könnten jene, die modernen Metal und Hard Rock mögen, hier viel Erbauliches finden. Wer jedoch eine „radikale Abkehr“ erwartet habe, würde wohl enttäuscht werden. Er lobte sowohl das Songwriting wie auch die Stimme von Jesse Leach und vergab dreieinhalb von fünf Sternen. Auf der Seite Artistdirect.com erhielt die Platte von Rick Florino die volle Punktzahl mit fünf von fünf Sternen. Er nannte das Album eine „Reise durch den Schmerz“. Das Album habe alle Zutaten zum Metal-Klassiker. Times of Grace seien die „Zukunft“. Michael Edele auf Laut.de hörte „bärenstarke Ex-Killswitch-Engage-Jungs“. Der Song Until the End of Days ziehe gesanglich „alle Register“, aber auch der Southern Rock von The Forgotten One steche hervor. Edele wertete mit vier von fünf. Timo von in-you-face.de kritisierte die Nähe zu Killswitch Engage und die sich zum Teil ähnelnden Songs des ersten Teils der Platte. Im zweiten Teil gebe es durchaus „mitreißende Songs“. Ihm gefiel besonders The End of Eternity. Der Rezensent vergab sieben von zehn Bewertungspunkten. Buffo Schnädelbach bemerkte im Rock Hard die „schönen, episch-poppigen Refrains, wie man sie von KSE kennt“. Er sah das Album als Symbiose zwischen Alive or Just Breathing und The End of Heartache. Seine Wertung war 8,5 von zehn.

## Titelliste
1. Strength in Numbers – 4:16
2. Fight for Life – 3:36
3. Willing – 3:23
4. Where the Spirit Leads Me – 3:36
5. Until the End of Days – 4:21
6. Live in Love – 3:49
7. In the Arms of Mercy – 1:54
8. Hymn of a Broken Man – 3:13
9. The Forgotten One – 4:38
10. Hope Remains – 4:49
11. The End of Eternity – 5:52
12. Worlds Apart – 4:33
13. Fall from Grace – 4:57
14. Willing (Akustikversion, Bonusstück) – 3:25